# Lamsongkram
Lamsongkram Chuwattana właśc. Supachai Chansot (ur. 12 grudnia 1983 w Udon Thani) – tajski kick-boxer, zawodnik boksu tajskiego i bokser, mistrz świata WBC Muay Thai (2007) oraz dwukrotnie stadionu Rajadamnern (2004, 2012) w wadze średniej.

## Kariera sportowa
Od 10 roku życia startuje w muay thai. Lata 2002–2003 to pasma porażek w muay thai ale również i boksie zawodowym. W tym czasie ulegał m.in. Kaoklaiowi Kaennorsing czy Big Ben Chor Praram. Pierwszy znaczący sukces osiągnął w 2004 zdobywając tytuł mistrza stadionu Rajadamnern w wadze średniej, który później obronił w maju 2005. 
5 grudnia 2005 wygrał Puchar Króla Tajlandii organizowany przez S-1 i WMC, pokonując trzech rywali jednego wieczoru. Miesiąc później 5 stycznia 2006 przegrał przez nokaut z Francuzem Jean-Charlesem Skarbowsky'm, natomiast już 9 lutego obronił tytuł mistrza Rajadamnern, wypunktowując w rewanżu Kaoklaia. 3 czerwca 2006 w Biszkeku został tymczasowym mistrzem świata WBC Muay Thai w wadze średniej, po pokonaniu zawodnika gospodarzy Alana Ofeyo na punkty. 25 lutego 2007 stoczył walkę unifikacyjną z dzierżącym regularny pas WBC Brytyjczykiem Steve’em Wakelingiem w Londynie, którego ostatecznie pokonał jednogłośnie na punkty i został pełnoprawnym mistrzem.
Do końca 2007 jeszcze cztery pojedynki w tym 29 marca przegrywając z Nonthachaiem Sit-O i tracąc pas stadionu Rajadamnern oraz 8 września udanie broniąc mistrzostwo świata WBC Muay Thai w starciu z Francuzem Yohanem Lidonem. Ponadto 27 października przegrał z Holendrem Nieky Holzkenem na punkty w formule K-1.
W 2008 dwukrotnie bronił tytułu WBC Muay Thai, najpierw 20 czerwca przeciwko Francuzowi Faridowi Villaume (wygrana na punkty), następnie 4 września w starciu z Kanadyjczykiem Mukaiem Maromo (nokaut w drugiej rundzie). Jeszcze w tym samym roku w grudniu wziął udział w mocno obsadzonym turnieju w stolicy Gwinei Równikowej, Malabo, ostatecznie dochodząc do finału w którym przegrał z rodakiem Yodsanklaiowi Fairtex przez nokaut w pierwszej rundzie.
18 stycznia 2009 pokonał Białorusina Pawła Aboznego przez TKO po niskich kopnięciach. 28 listopada 2009 w czwartej obronie pasa WBC przegrał przez KO w pierwszej rundzie w rewanżowej walce z Yohanem Lidonem, tracąc tym samym mistrzostwo wagi średniej które dzierżył od 2006 (wliczając tymczasowy pas). Niecały miesiąc później zaliczył kolejny nokaut, tym razem z rąk mało znanego zawodnika z Chin Zhanga Kaiyina. Trzecią porażkę z rzędu poniósł 12 czerwca 2010 w pojedynku z Australijczykiem Johnem Wayne’em Parrem.
29 lutego 2012 po prawie dziesięciu latach został drugi raz mistrzem stadionu Rajadamnern pokonując przed czasem Szweda Tobiasa Alexanderssona. 
31 sierpnia 2014 podczas gali Kunlun Fight w chińskim Shangqiu zmierzył się w rewanżu z Zhangiem Kaiyinem, z którym ponownie przegrał, tym razem jednogłośnie na punkty, natomiast 28 sierpnia 2015 na gali Hero Legends w Jiuquan pokonał innego Chińczyka Zhang Jinshuai'a na punkty.

## Osiągnięcia[18]
- 2005: zwycięzca Pucharu Króla Tajlandii (S-1/WMC) w wadze średniej
- 2005–2007: mistrz stadionu Rajadamnern w wadze średniej
- 2006–2007: tymczasowy mistrz świata WBC Muay Thai w wadze średniej
- 2007–2009: mistrz świata WBC Muay Thai w wadze średniej
- 2008: Guinea Tournament – finalista turnieju
- 2012: mistrz stadionu Rajadamnern w wadze średniej